# パナソニック LUMIX Gシリーズ
LUMIX Gシリーズ（LUMIX G Series）は、パナソニックが製造・販売するミラーレス一眼カメラのシリーズである。製品の型番は2016年までDMC-Gで統一されていたが、2018年現在はDC-Gである。同社のデジタルカメラシリーズであるルミックスの派生シリーズとなる。
マイクロフォーサーズシステム規格を採用している。

## 概要
気軽に持ち歩ける小型・軽量さ、一眼レフカメラ並みの画質・表現力、簡単な操作をコンセプトに作られた。同社とオリンパスがフォーサーズシステムを元に新たに策定したマイクロフォーサーズシステム規格を採用し、従来の一眼レフカメラよりも大幅な小型化を実現した。
2008年10月31日に、第一弾となるLUMIX DMC-G1が発売された。同機はマイクロフォーサーズシステムおよびミラーレス一眼カメラの第一号機でもあった。

## 製品
ライブビューファインダーを内蔵したGシリーズ、Gシリーズをベースに動画機能を拡充したGHシリーズ、ライブビューファインダーを省略し小型化したGFシリーズ、GFシリーズをベースにGFにないライブビューファインダーを内蔵し、さらに高性能化と高画質化を図ったGXシリーズ、コストダウンを図りながらも特徴的なデザイン設計と徹底した小型・軽量化を図ったGMシリーズがある。
基本的にほとんどのモデルは日本製であるが、GMシリーズとGF7、GF6の一部ロット、G8は中国製である。
GX7を除いたヴィーナスエンジンHD II以降のヴィーナスエンジン搭載モデルでPOWER O.I.S.対応。それ以前のモデルでPOWER O.I.S.対応レンズを装着した場合は、MEGA O.I.S.機能の手ぶれ補正となる。GX7についてはカメラボディ内手ぶれ補正機構のみ搭載のため、MEGA O.I.S.ないしPOWER O.I.S.対応レンズを装着してもMEGA O.I.S.ないしPOWER O.I.S.の機能が働かないが、GX8やGX7MK2などの「Dual I.S.」対応モデルではMEGA O.I.S.ないしPOWER O.I.S.の機能にも対応している。
ヴィーナスエンジンFHD以降の全てのヴィーナスエンジン搭載モデルとGHシリーズでフルHD動画撮影に対応。また、4K動画撮影対応モデルでは4K Photoに対応(但し、4K画像の撮影自体はDMC-LX1で既に採用されている)。

### Gシリーズ
スタンダードモデルのシリーズ。GHシリーズの廉価モデルに近い位置付けである。
- DMC-G1 - 2008年10月発売。マイクロフォーサーズシステムを採用した最初のカメラで、世界初でかつ同社初のミラーレス1号機。仕様表では「レンズ交換式デジタル一眼カメラ」という型式名になっている。ヴィーナスエンジンHDを搭載。ただし、動画撮影非対応。
- DMC-G2 - 2010年4月発売[2]。DMC-G1の後継機種。動画記録に対応し、レンズ交換式デジタルカメラとして世界で初めてタッチパネルを搭載する。
  - DMC-G10 - 2010年6月発売[3]。DMC-G2の廉価版。タッチパネルは搭載しない。
- DMC-G3 - 2011年7月発売[4]。DMC-G2の後継機種。新型16MPセンサ搭載。小型化されGF2と共通のBLD10型バッテリを採用。
- DMC-G5 - 2012年9月発売[5]。DMC-G3の後継機種。GH2センサ搭載。[要出典]G3よりも若干大型化。GH2と共通のBLC12型バッテリー採用。
- DMC-G6 - 2013年6月20日発売[6]。DMC-G5の後継機種。GH2センサ搭載。240fps対応。一部機能ではGH3を凌ぐ。GH2と共通のBLC12型バッテリー採用。
- DMC-G7 - 2015年6月25日発売[7]4K動画の撮影記録が可能。撮影したRAW画像からのJPEG画像への現像機能を搭載。Gシリーズでは最後の日本製モデルである。
- DMC-G8 - 2016年10月21日発売 Dual I.S. 2搭載。本モデルからのGシリーズは中国製である。
- DC-G9 - 2018年1月25日発売。販売名は『G9 PRO』。2018年のカメラグランプリカメラ記者クラブ賞を受賞[8]。
- DC-G99 - 2019年5月23日発売。G9の機能を受け継いだ弟分[9]。海外での形式名は『DC-G95』。
- DC-G100 - 2020年8月20日発売[10]
- DC-G99D - 2022年10月20日発売[11]。G99の背面ディスプレイを有機ELに変更したマイナーチェンジ機。海外での形式名は『DC-G95D』。
- DC-G9M2 - 2023年10月27日発売。[12]販売名は『G9PROII』。Gシリーズ初の像面位相差AFに対応。
- DC-G100D - 2024年1月26日発売[13]
- DC-G99M2 - 2025年2月20日発売。G99Dから背面液晶を高精細化し、USB端子をType-Cに変更。海外での形式名は『DC-G97』。

### GHシリーズ
Gシリーズに動画機能を強化したモデル。事実上のフラッグシップモデルにあたる。
- DMC-GH1 - 2009年4月発売[14]。「ヴィーナスエンジンHD」とは別に動画用の信号処理回路のLSI搭載により、フルハイビジョン動画記録に対応。4:3、3:2、16:9のどのアスペクトでも同じ画角となるセンサーを搭載。
- DMC-GH2 - 2010年10月発売[15]。DMC-GH1の後継機種。「ヴィーナスエンジンFHD」搭載により、動画用の信号処理回路チップが集積化された。初めて3Dレンズ使用にて3D静止画撮影対応。4:3、3:2、16:9のどのアスペクトでも同じ画角となるセンサーを搭載。タッチパネル搭載。従来機とは異なるBLC12型バッテリー採用。
- DMC-GH3 - 2012年12月発売[16]。DMC-GH2の後継機種。防塵防滴加工。240fps対応。より大型化しバッテリーグリップも用意。大型・大容量BLF19型バッテリーを採用。GH2以前とは異なり、アスペクトを変更した場合には画角が異なる。
- DMC-GH4 - 2014年4月24日発売[17]。防塵防滴加工。4K動画の撮影記録が可能で、4KPHOTO機能も搭載。空間認識技術(DFD:Depth From Defocus)に基づくオートフォーカスシステムが搭載された。アスペクトを変更した場合には画角が異なる。また、4K動画/4KPHOTO機能を使用する際にはクロップが行われるため、画角が狭くなる。
- DC-GH5 - 2017年3月23日発売。ミラーレス一眼として世界初の、4K/60p動画記録が可能[18]
- DC-GH5S - 2018年1月25日発売。Cinema4K/60p動画記録が可能[19]
- DC-GH5M2
- DC-BGH1 - 2020年11月19日発売[20]。LUMIXシリーズ初のボックススタイルのカメラ。10bit Cinema 4K / 4K 60p/50p動画記録、記録時間無制限、デュアルネイティブISOの高感度画質、13ストップ V-Log Lに対応した、映像制作に特化した小型サイズのボックススタイルカメラ。
- DC-GH6 - 2022年3月25日発売。
- DC-GH7 - 2024年7月26日発売。像面位相差AFを搭載。

### GFシリーズ
Gシリーズからライブビューファインダーを排除した小型モデル。元々は小型モデルとして開発されたDMC-GF1の流れを汲み、DMC-GF2以降は高機能エントリーモデルの位置づけとなっている。DMC-GF6の後期ロットより、製造が日本製から中国製へ切り替わった。
- DMC-GF1 - 2009年9月発売[21]。小型化しライブビューファインダーを省略したモデル。動画記録に対応。
- DMC-GF2 - 2010年12月発売[22]。DMC-GF1の後継機種だが、モードダイヤルが廃止される等、事実上のGF1の派生エントリーモデル。タッチパネル搭載。小型小容量のBLD10型バッテリー採用。
- DMC-GF3 - 2011年7月発売[23]。DMC-GF2の後継機種。より小型・廉価になる。ホットシューが省略された。小型小容量BLE9型バッテリ採用。
- DMC-GF5 - 2012年4月発売[24]。DMC-GF3の後継機種。小型・廉価機。レンズ付きモデルではGX1と同じ沈胴式パワーズーム搭載Xレンズが付属。
- DMC-GF6 - 2013年4月発売[25]。DMC-GF5の後継機種。180度回転できるチルト液晶搭載。モードダイヤルが復活。GFシリーズ最後の国内製造モデル（一部のロットに中国製モデルあり）。レンズ付きモデルではGX1と同じ沈胴式パワーズーム搭載Xレンズが付属。
- DMC-GF7 - 中国での製造へ切り替わったシリーズ初のモデル。
- DMC-GF8 - GF7のマイナーチェンジ版。日本未発売。
- DC-GF9 - 2017年1月19日発売。4K動画に対応。記録媒体がmicroSDカードに変更。新たにUSB充電に対応。海外名「DC-GX800 / DC-GX850」。
- DC-GF10 / DC-GF90 - 2018年2月22日発売。流通チャンネルにより形式名が異なるが、同一のモデルである[26]。海外名「DC-GX880」。

### GXシリーズ
DMC-GF1の流れを汲む小型高級ハイエンドモデル。DMC-GX7以降はシリーズ唯一のイメージセンサーシフト方式手振れ補正機能を搭載している。海外ではGFシリーズの一部はGXシリーズとして販売されている。
- DMC-GX1 - 2011年11月発売[27]。DMC-GF1の派生高級機だが、事実上のGF1の正統後継機種。G3の新型16MPセンサ搭載。電子水準器搭載。BLD10型バッテリを採用。レンズ付きモデルでは初のナノサーフェスコーティングと沈胴式パワーズーム搭載のXレンズが付属。
- DMC-GX7 - 2013年9月13日発売[28]。DMC-GX1の後継機種。チルト可動式LVF追加、可動式タッチパネルモニター搭載。カメラボディ内手ぶれ補正機構（イメージセンサーシフト方式）を搭載した。フルHD60p動画撮影対応。GF6と共通のBLG10型バッテリー採用。
- DMC-GX8 - 2015年8月20日発売[29]。DMC-GX7の後継機。2030万画素、バリアングル液晶。レンズ（2軸O.I.S.）とボディ（4軸B.I.S.）の6コントロールによる手ブレ補正機能「Dual I.S.」搭載（但し、MEGA O.I.S.対応レンズないしPOWER O.I.S.対応レンズが必要。他社製レンズ使用時はイメージセンサーシフト方式の手ぶれ補正のみ）。4K動画の撮影記録が可能。対応レンズと組み合わせることで防塵防滴となる。フォーカスセレクト。GH2、G6と共通のBLC12型バッテリー採用。
- DMC-GX7MK2  -  2016年5月18日発売[30]。DMC-GX8の下位機種。ローパスフィルターを除去した 1600万画素。LVFが可動しないなど省略点もあるが、MEGA O.I.S.ないしPOWER O.I.S.対応レンズを装着することで「Dual I.S.」に対応している。海外名「GX80」[31]。
- DC-GX7MK3 - 2018年3月15日発売[32]。DMC-GX7MK2の後継機。20Mローパスフィルターレス Live MOSセンサを搭載した。GX7で搭載されていたもののGX7MK2で省略された、チルト可動式LVFとフォーカスモードレバーが復活し、新たに露出補正ダイヤルも搭載された。また機能も追加された。海外名「GX9」[31]。

### GMシリーズ
フォーカルプレーンシャッターを後幕のみとし、先幕を電子的に行うことで小型化を実現したモデル。全てのモデルは中国製である。GFシリーズから余計な機能を削ぎ落とし、特徴的なデザイン設計のエントリーモデルの位置付けとなっている。本体側での手ブレ補正機構は不採用。
- DMC-GM1 - 2013年11月21日発売[33]。同社ミラーレス機では初の中国製モデル。
- DMC-GM1S - 2014年11月13日発売[34]。GM1に新色、新機能を追加したモデル。
- DMC-GM5 - 2014年11月13日発売[35]。ライブビューファインダー内蔵。

## ギャラリー

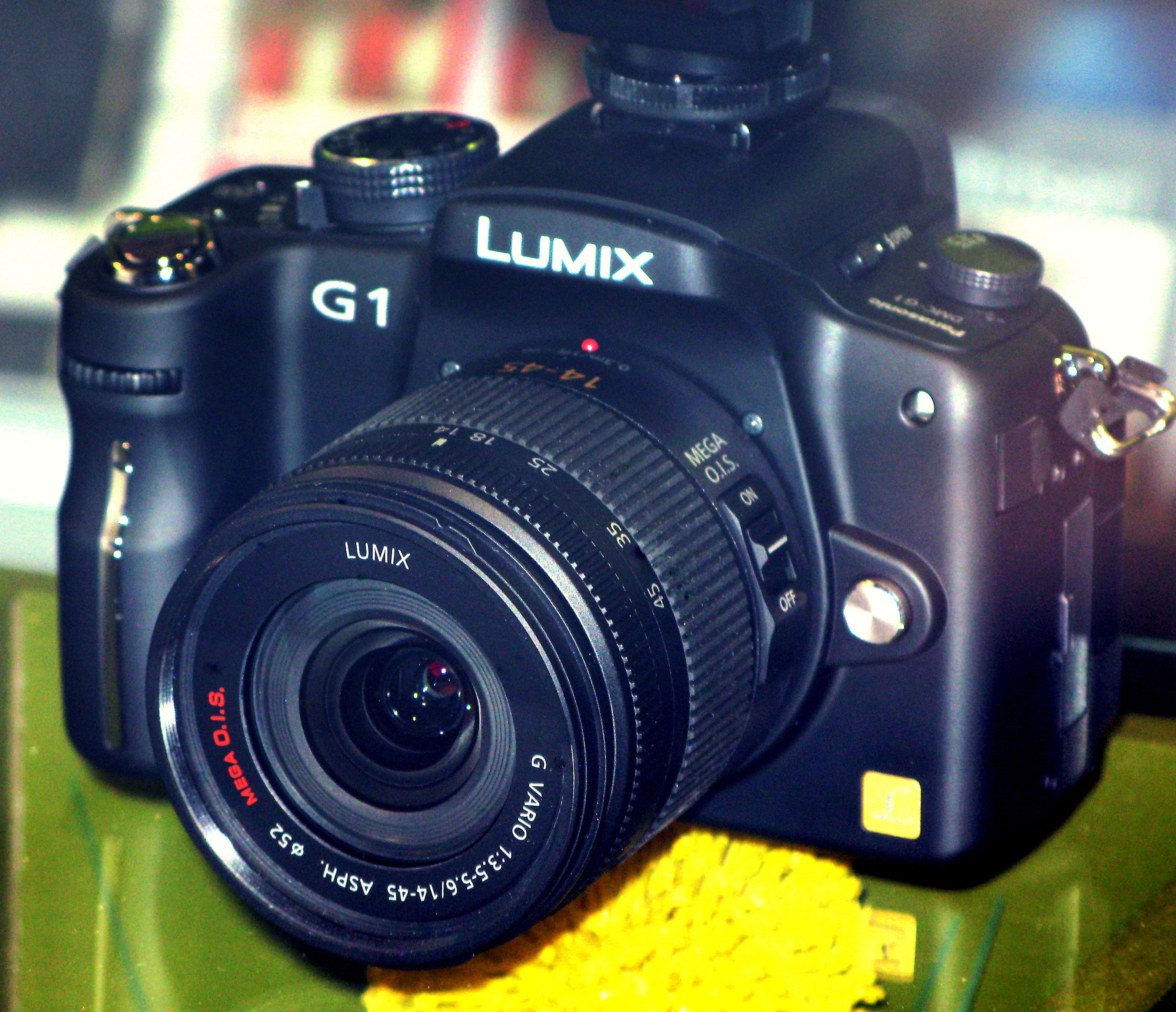
DMC-G1
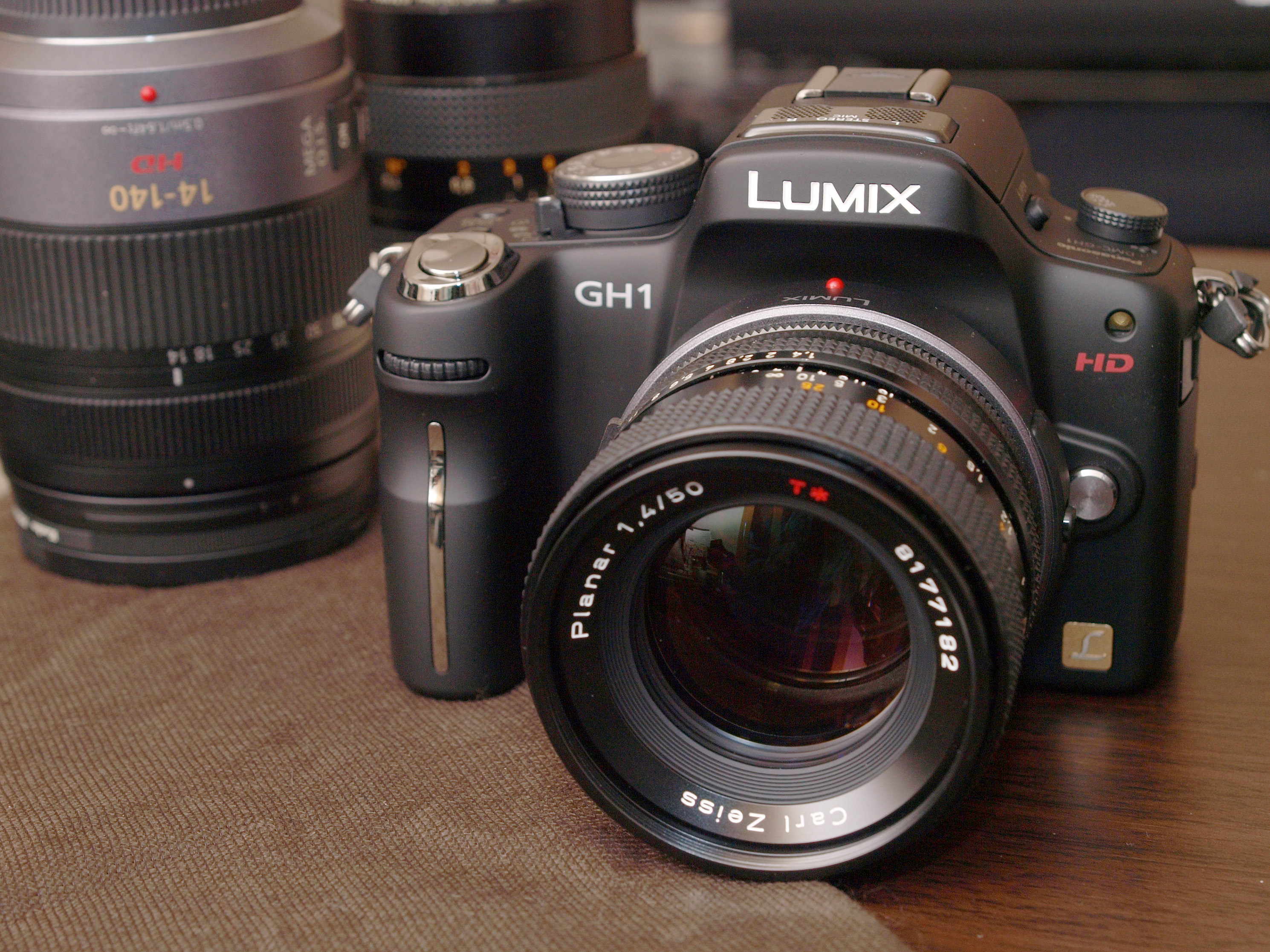
DMC-GH1
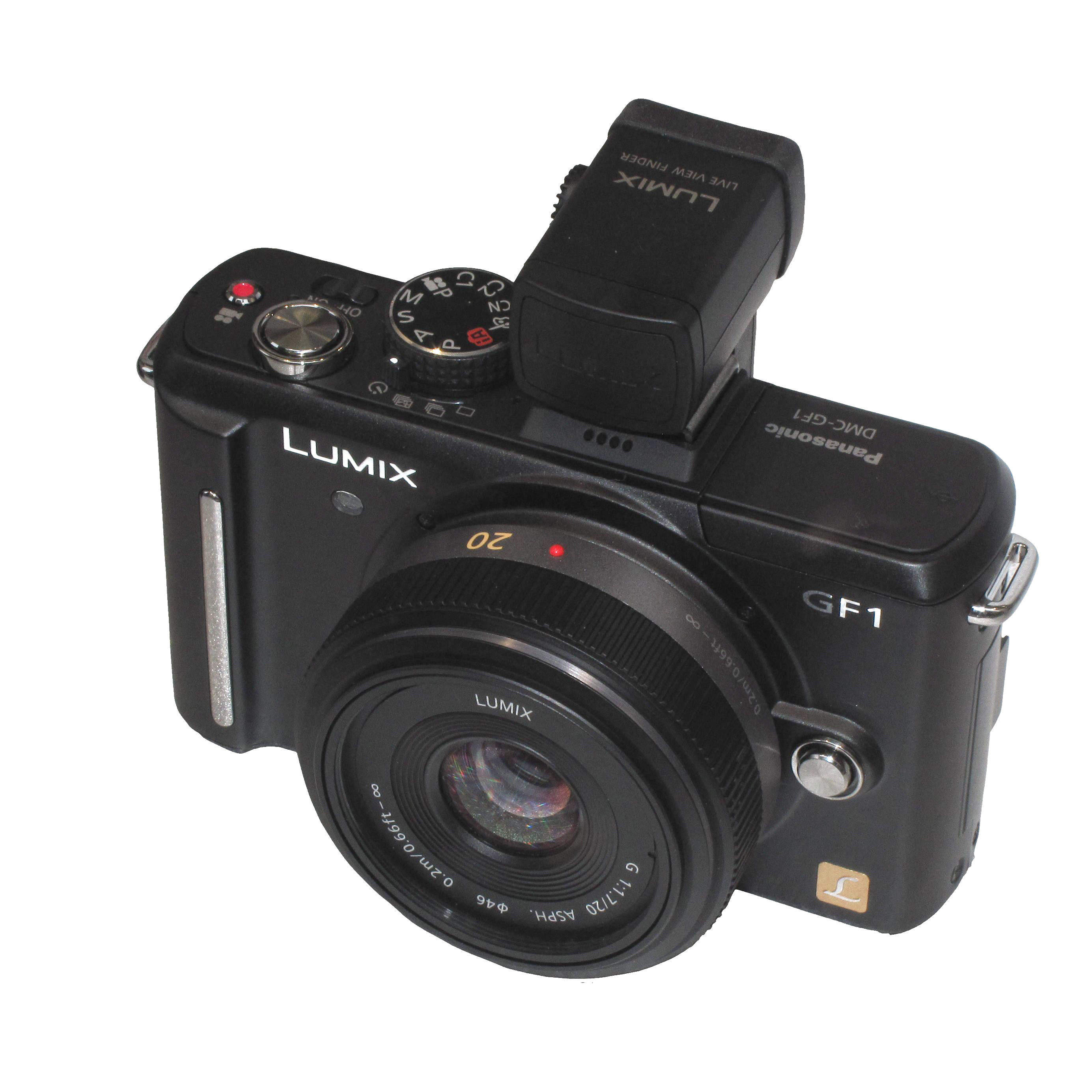
DMC-GF1 + オプションの外付けライブビューファインダー
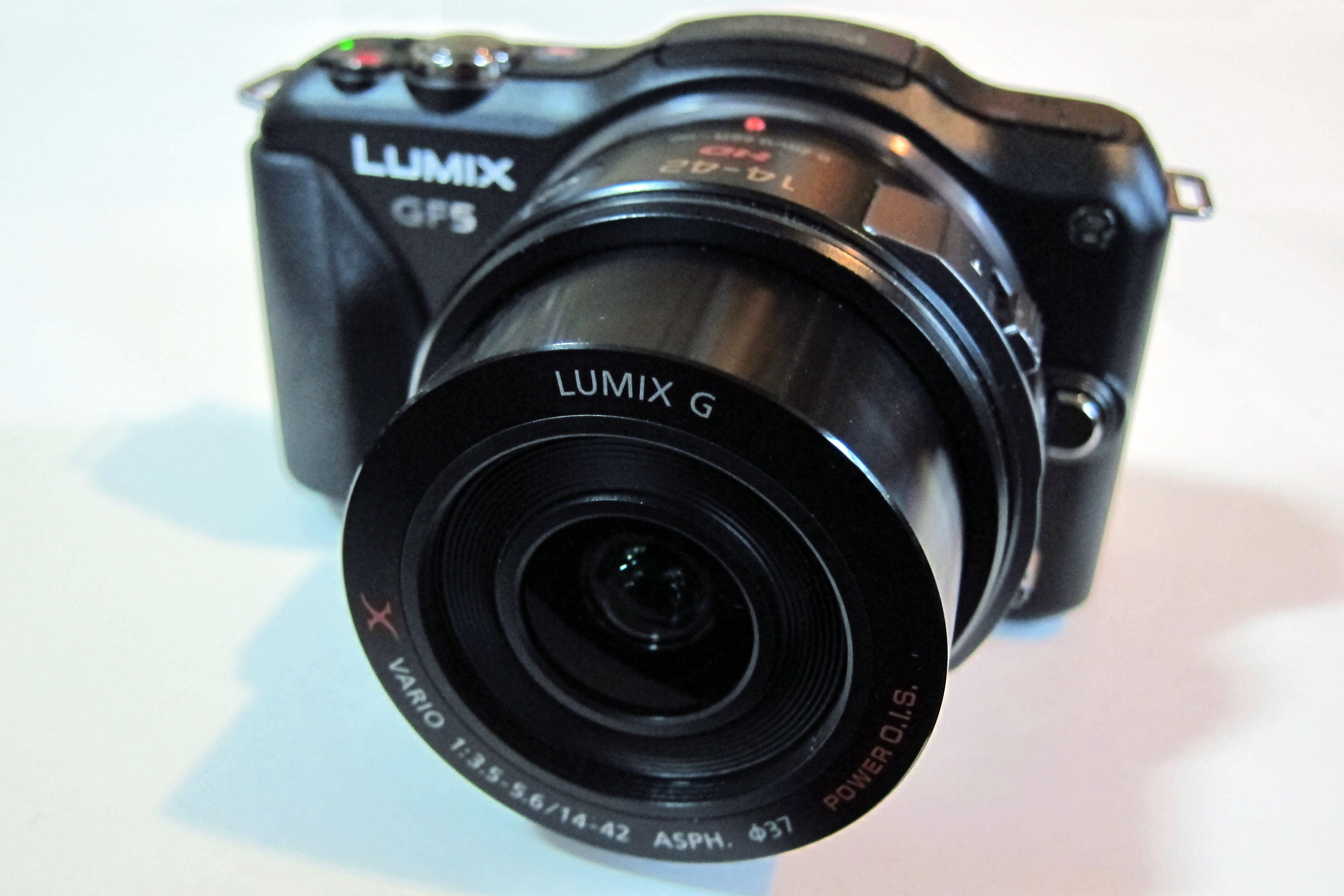
DMC-GF5
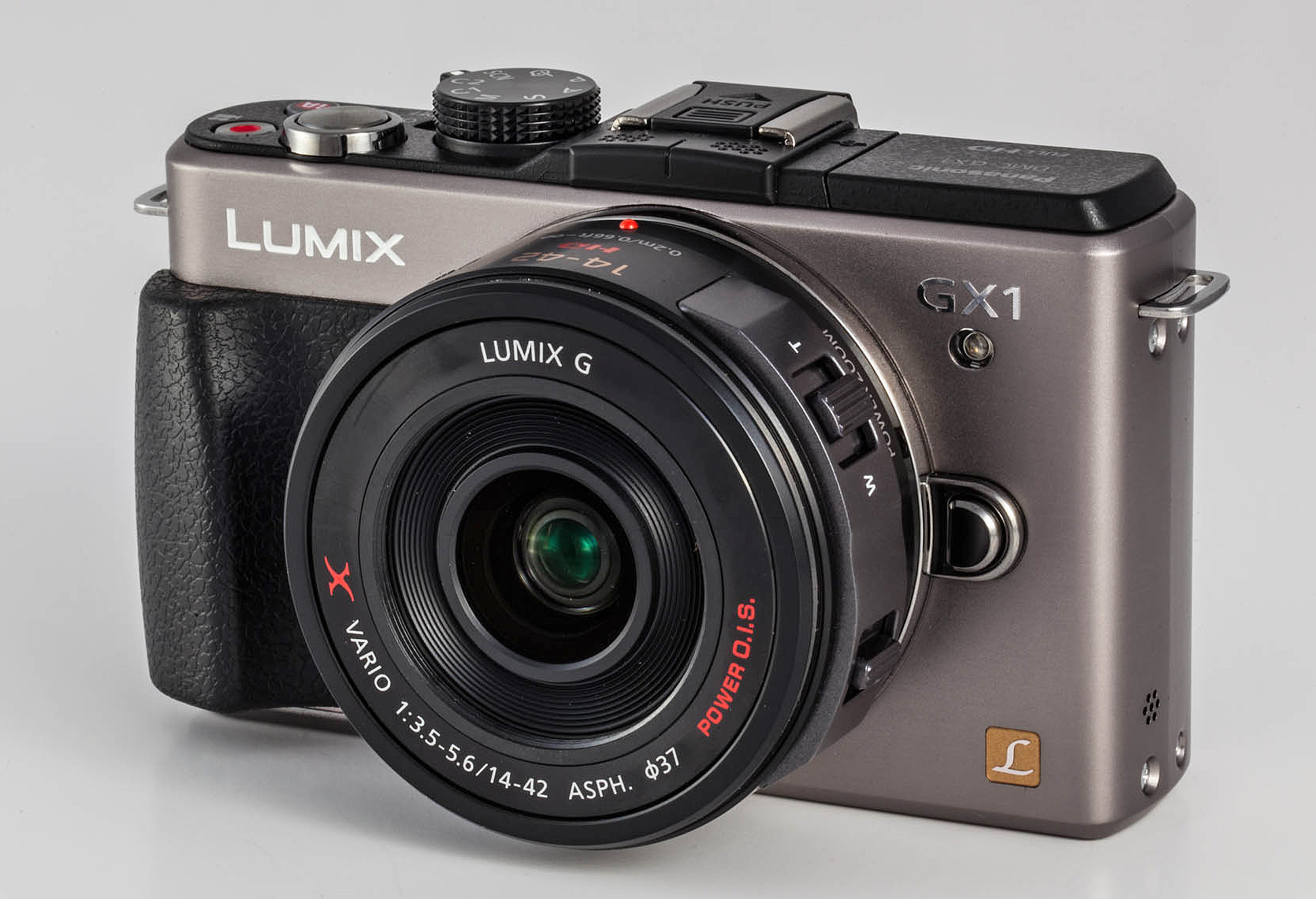
DMC-GX1 （シルバー）
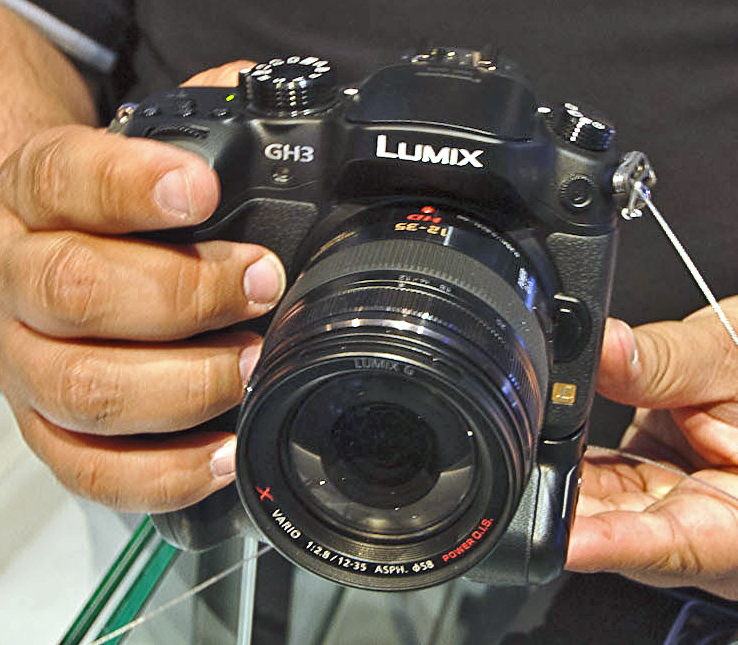
DMC-GH3
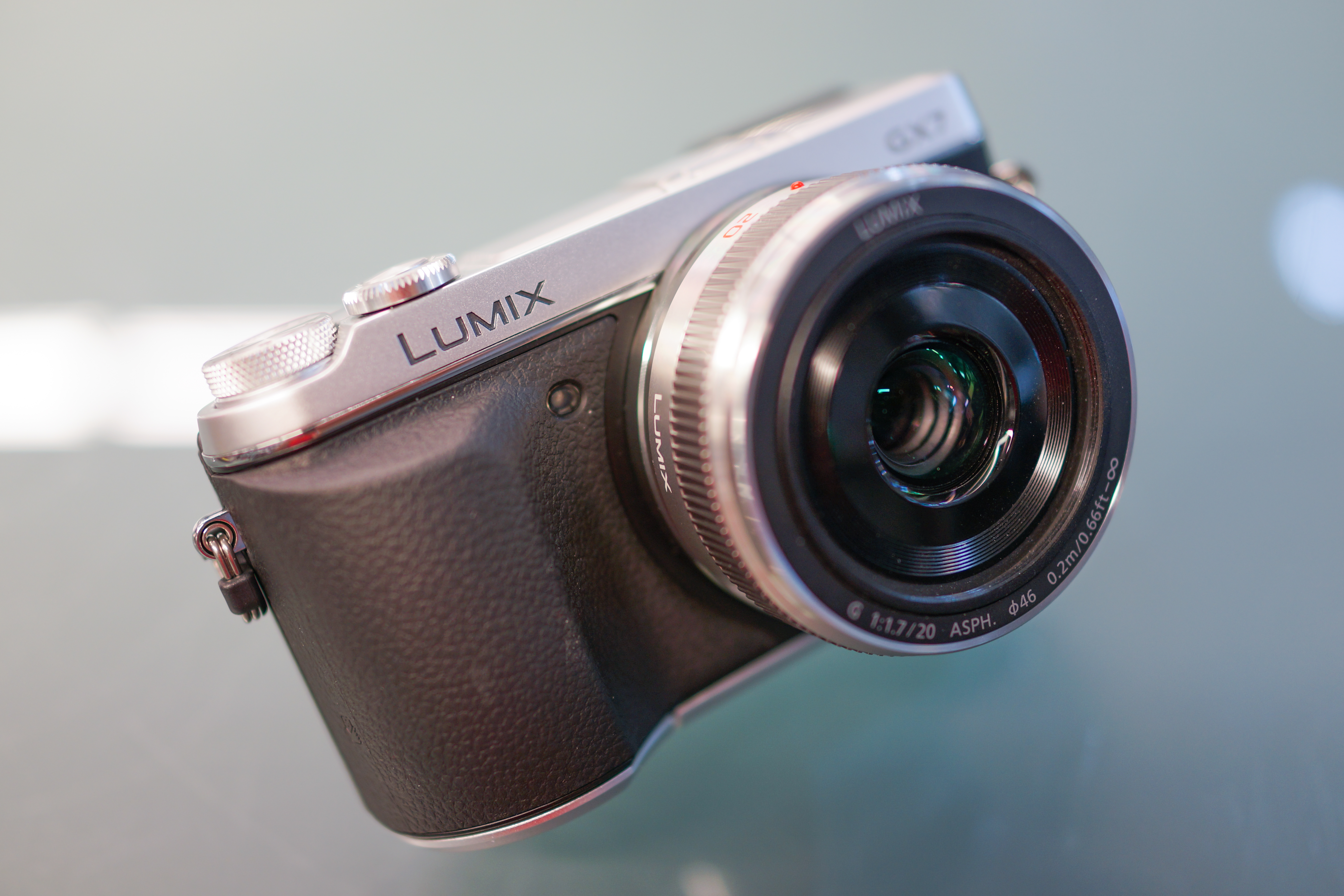
DMC-GX7 （シルバー）